# Kathleen Case
Kathleen Case (născută Catherine Walker, creditată și ca Cathy Case, Kathy Case și Cassie Case ;n. 31 iulie 1933, Pittsburgh, Pennsylvania, SUA – d. 22 iulie 1979, Los Angeles, California, SUA) a fost o actriță americană de film și televiziune și o balerină.

## Viața timpurie și cariera
Case s-a născut pe 31 iulie 1933, în Pittsburgh, Pennsylvania, și a crescut în Cincinnati. Mama ei a murit la trei zile după nașterea lui Case și a fost crescută de bunica ei, doamna Ira Hamilton Case.
Când avea 11 ani, a jucat pentru prima dată profesional, dansând în Cincinnati, ca parte a sezonului de vară al Operei Metropolitane. Mai târziu a dansat cu Teatrul de Balet[4] și a fost balerină la Compania de Operă San Carlo.
Columbia Pictures a semnat Case cu un contract pe termen în 1954. În timpul carierei sale de actorie, a jucat în filme precum Human Desire (1954), Last of the Pony Riders (1953) și Running Wild (1955). De asemenea, a apărut într-o varietate de seriale de televiziune americane produse în anii 1950 și începutul anilor 1960.

## Viața personală și moartea
Case a fost grav rănit într-un accident cu barca cu motor în februarie 1959 și a stat în spital mai mult de două luni.
Pe 5 februarie 1967, Case conducea în Hollywood, California, când mașina ei s-a ciocnit frontal cu un vehicul condus de actorul Dirk Rambo, fratele geamăn al actorului Dack Rambo. A rezultat un incendiu de mașină. Dirk Rambo a fost ucis, iar pasagerul său, Horace H. Hester, a fost grav rănit. Un judecător de la tribunalul municipal din Los Angeles a respins acuzațiile de infracțiune de conducere în stare de ebrietate și de omor din culpă împotriva ei două luni mai târziu.
Case a murit în North Hollywood, California, cu puțin timp înainte de a împlini 46 de ani.

## Filmografie
| An   | Titlu                   | Rol           | Note       |
| ---- | ----------------------- | ------------- | ---------- |
| 1951 | Two Tickets to Broadway | Femeie Ad-Lib | Necreditat |
| 1952 | Junction City           | Penny Clinton |            |
| 1953 | Last of the Pony Riders | Katie McEwen  |            |
| 1953 | Flight Nurse            | Florența      | Necreditat |
| 1953 | The Eddie Cantor Story  | Francey       | Necreditat |
| 1954 | Human Desire            | Ellen Simmons |            |
| 1955 | The Second Greatest Sex | Tilda Bean    |            |
| 1955 | Running Wild            | Leta Novak    |            |
| 1956 | Calling Homicide        | Donna Graham  |            |